# Parque provincial Monte Assiniboine
El Parque Provincial Monte Assiniboine es un parque provincial de la Columbia Británica, Canadá, localizado en el frontera con la provincia de Alberta, que protege el monte Assiniboine y sus alrededores.

## Historia
El parque fue declarado en 1922. Parte de la historia reciente del parque incluye los alojamientos Wheeler's Wonder (Naiset) (1924), Assiniboine (1929) y Sunburst (1928).

## Lugar Patrimonio de la Humanidad
El Parque Provincial Monte Assiniboine fue declarado por la Unesco como lugar Patrimonio de la Humanidad, como parte del conjunto de otros parques nacionales y provinciales que forman el Parque de las Montañas Rocosas Canadienses declarado Patrimonio de la Humanidad en 1984, por la inmensa zona de cumbres, glaciares, lagos, cascadas, cañones y grutas calcáreas que forman un paisaje montañoso espectacular. Aquí se encuentra el yacimiento fosilífero de Burgess Shale, famoso por los restos de animales marinos de cuerpo blando que contiene.

## Conservación
El parque destaca por albergar una gran variedad de especies. Ochenta y cuatro especies de pájaros habita el parque, basado en observaciones. Las ardillas de tierra columbianas son muy comunes en el interior del parque. Diez especie de carnívoros, incluyendo el lobo, el oso negro, el oso pardo, la comadreja, el puma y el lince habitan el parque. Seis especies de ungulados: el alce, el ciervo mula, el ciervo de cola blanca, el alce de América, la Cabra de las Rocosas y el carnero de las rocosas vagan dentro de los límites del parque.

## Ocio
En el parque son posibles las siguientes actividades recreativas: acampada libre y excursión, equitación, esquí a campo a través y circuitos de esquí, pesca y caza. Grandes opciones para la escalada. 
Las instalaciones existentes incluyen: 10 áreas de acampada (75 campamentos), incluyendo el campo principal en Magog; 6 sitios de alojamiento techados (60 camas), incluyendo el alojamiento Mt. Assiniboine; instalaciones públicas en la plataforma Rock Isle, incluyendo un centro de interpretación y saneamientos; 160 kilómetros de sendas para caballo y a pie para el acceso a: Assiniboine Pass, Wonder Pass, Mitchell River, Simpson River, Citadel Pass, Surprise Creek; y postes informativos dispensadores de guías en Mitchell River y Police Meadows.

## Localización
Se encuentra a 48 kilómetros al suroeste de Banff, Alberta. Ninguna carretera da acceso al parque. La única forma de acceso es a pie por senderos, la ruta más rápida es vía la estación de esquí Sunshine Village en el parque nacional Banff.